# Aloe ferox
Aloe ferox é uma espécie de liliopsida do gênero Aloe, pertencente à família Asphodelaceae.